# Щебёночно-мастичный асфальтобетон

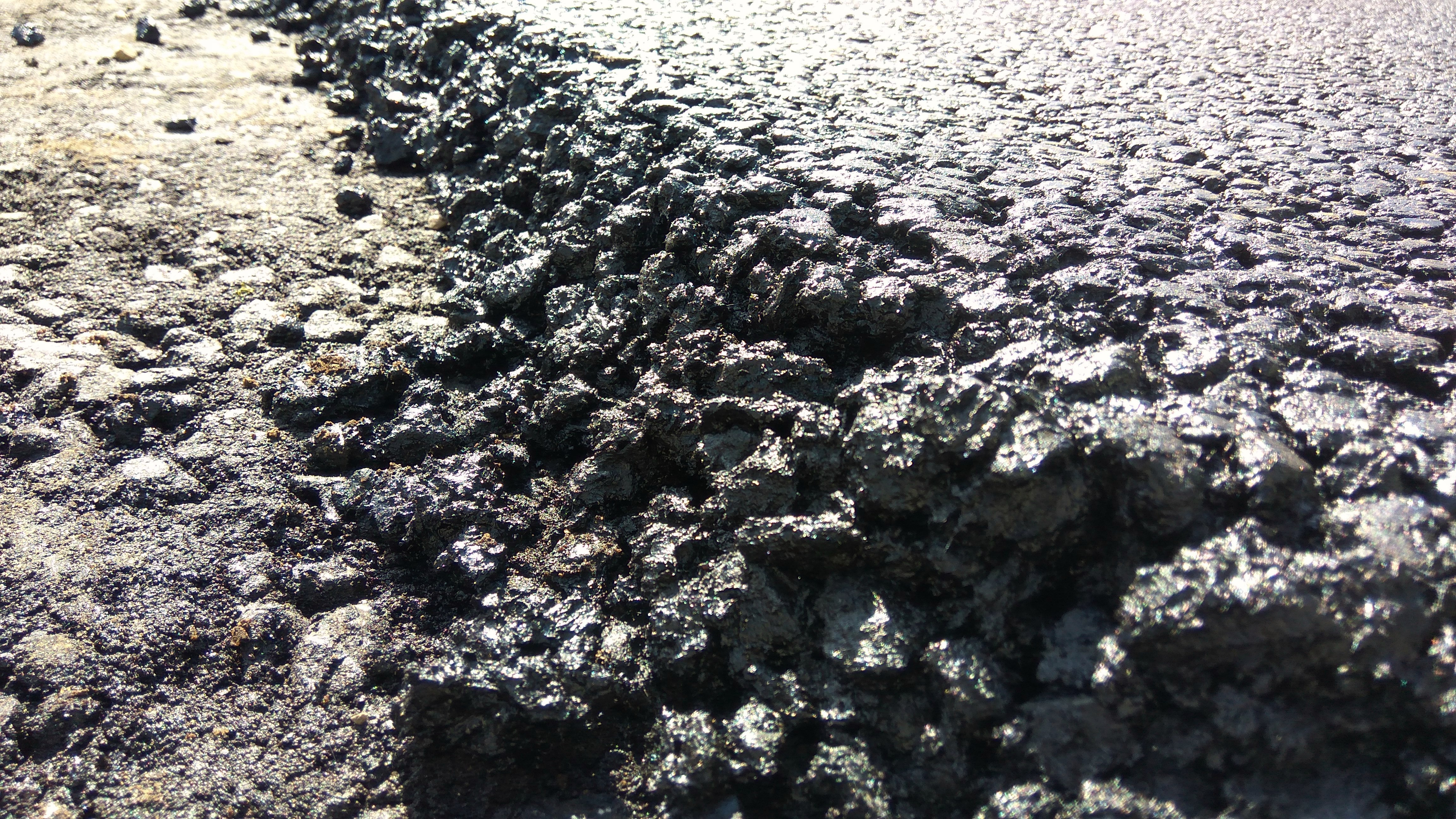
Край свежеуложеного слоя щебёночно-мастичного асфальта в Москве, 2017 год

Щебёночно-мастичный асфальтобетон (ЩМА)  — разновидность асфальтобетона каркасного типа для устройства дорожного покрытия, разработанный в 1960-х годах в ФРГ. 
Отличается высоким сопротивлением деформации при растяжении и прочностью при сдвиге, пригоден для сильно загруженных магистралей.
Для ЩМА характерно высокое содержание щебня из  плотных горных пород, который образует каменный скелет, успешно сопротивляющийся деформациям сжатия и сдвига.
Еще одной особенностью ЩМА является присутствие стабилизирующих волокнистых добавок, обычно это целлюлозные волокна, которые предназначены для удержания связующего (битума) от стекания. Типичный состав ЩМА включает 70—80 % щебня, 8—12 % наполнителя, 6—7 % связующего и 0,3—0,5 % волокна.
В некоторых странах, в частности Великобритании и Австралии, высказываются опасения, что при определённых условиях достаточный уровень сцепления с ЩМА может быть достигнут через несколько месяцев эксплуатации дороги. В Германии эта проблема решена путем втапливания мелкого щебня в процессе уплотнения верхнего слоя гладковальцовым катком. 

## Достоинства ЩМА
- Устойчивость к образованию колеи;
- Снижение шума;
- Производится и укладывается традиционными способами, с помощью имеющегося оборудования;
- Значительно больший срок службы покрытия.